# Allocybaeina
Genre
Allocybaeina est un genre d'araignées aranéomorphes de la famille des Cybaeidae.

## Distribution
Les espèces de ce genre se rencontrent aux États-Unis et au Japon.

## Liste des espèces
Selon World Spider Catalog (version 25.5, 29/12/2024) :
- Allocybaeina littlewalteri Bennett, 2020
- Allocybaeina petegarina (Yaginuma, 1972)

## Systématique et taxinomie
Ce genre a été décrit par Bennett en 2020 dans les Cybaeidae.

## Publication originale
- Bennett, Copley & Copley, 2020 : « Allocybaeina littlewalteri (Araneae: Cybaeidae): a new genus and species endemic to northwestern California. » Zootaxa, no 4845(3), p. 436-446.